# Spirit in the Sky (chanson de Norman Greenbaum)
Pour les articles homonymes, voir Spirit in the Sky.
Spirit in the Sky est une chanson écrite, composée et interprétée par le chanteur américain Norman Greenbaum sortie en 1969 sous la forme d'un single et extraite de l'album Spirit in the Sky.
Elle connaît un très grand succès international, se classant en tête des ventes dans plusieurs pays : Allemagne, Australie, Canada, Irlande, Royaume-Uni. Aux États-Unis, elle atteint la 3e place du Billboard Hot 100 et reçoit une certification double platine par la RIAA.
Il s'agit du seul tube de la carrière de Norman Greenbaum.
Le morceau a été repris avec succès par le groupe Doctor and the Medics en 1986 et par le chanteur Gareth Gates en 2003. Ces deux versions, comme l'originale, se sont classées no 1 des charts britanniques.

## Caractéristiques et inspirations de la chanson
La chanson se caractérise par un effet de distorsion sur la guitare Fender Telecaster jouée par Norman Greenbaum, ainsi que par son mélange de gospel et de rock psychédélique.
L'inspiration pour l'écriture des paroles est venue après que Greenbaum a vu à la télé Porter Wagoner interpréter une chanson gospel. Dans les paroles, où il est question de la vie après la mort, le nom de Jésus est cité plusieurs fois, bien que Greenbaum soit juif. Selon lui, employer le nom de Jésus pour parler de Dieu plutôt qu'un nom utilisé dans la religion juive rendait la chanson plus commercialisable,.

## Distinction
Selon le magazine Rolling Stone, Spirit in the Sky interprétée par Norman Greenbaum fait partie des 500 plus grandes chansons de tous les temps.

## Utilisation dans les médias
La chanson est présente dans de nombreux films dont Wayne's World 2 et Le Gang des champions en 1993, Contact en 1997, My Name Is Joe en 1998. Elle figure dans l'album Guardians of the Galaxy - Awesome Mix Vol. 1 du film de l'univers cinématographique Marvel Les Gardiens de la Galaxie, sorti en 2014. Elle est aussi jouée durant le film Apollo 13 de Ron Howard ayant été emportée par Fred Haise sur le vol Apollo 13. Elle est également jouée dans les films Ninja Turtles 2 et Suicide Squad, sortis durant l'été 2016. Elle est présente dans le générique de fin de Life : Origine inconnue en avril 2017.
À la télévision, elle est jouée à la fin du 9e épisode Les jeux sont faits de la saison 4 de Dr House, elle est aussi présente dans la saison 5 épisode 2 de la série Supernatural ainsi que l'épisode 18 de la saison 2 de Brooklyn Nine-Nine. Elle est aussi jouée dans le documentaire Jesus Camp de Rachel Grady et Heidi Ewing (2006).

## Classements
| Classement (1969–1970)                 | Meilleure position |
| -------------------------------------- | ------------------ |
| Allemagne (Media Control AG)           | 1                  |
| Argentine (Escalera a la Fama)         | 3                  |
| Australie (Go-Set National Top 40)     | 1                  |
| Australie (Kent Music Report)          | 1                  |
| Autriche (Ö3 Austria Top 40)           | 4                  |
| Belgique (Flandre Ultratop 50 Singles) | 2                  |
| Belgique (Flandre VRT Top 30)          | 1                  |
| Canada (100 Singles)                   | 1                  |
| Canada (CHUM)                          | 4                  |
| Espagne (AFYVE)                        | 8                  |
| États-Unis (Billboard Hot 100)         | 3                  |
| États-Unis (Cash Box)                  | 1                  |
| États-Unis (Record World)              | 1                  |
| France (SNEP)                          | 14                 |
| Irlande (IRMA)                         | 1                  |
| Mexique (Radio Mil)                    | 6                  |
| Norvège (VG-lista)                     | 2                  |
| Pays-Bas (Nederlandse Top 40)          | 4                  |
| Pays-Bas (Single Top 100)              | 3                  |
| Pologne (Classements Singles)          | 3                  |
| Royaume-Uni (UK Singles Chart)         | 1                  |
| Suède (Sverigetopplistan)              | 4                  |
| Suisse (Schweizer Hitparade)           | 4                  |

| Classement (1970)                  | Position |
| ---------------------------------- | -------- |
| Australie (Go-Set National Top 40) | 6        |
| Australie (Kent Music Report)      | 4        |
| Autriche (Ö3 Austria Top 40)       | 18       |
| Belgique (Flandre Ultratop 50)     | 31       |
| Canada (Top 100 Singles)           | 19       |
| États-Unis (Billboard Hot 100)     | 22       |
| États-Unis (Cash Box)              | 1        |
| Pays-Bas (Nederlandse Top 40)      | 35       |

| Classement (1969–1970)                 | Meilleure position |
| -------------------------------------- | ------------------ |
| Allemagne (Media Control AG)           | 1                  |
| Argentine (Escalera a la Fama)         | 3                  |
| Australie (Go-Set National Top 40)     | 1                  |
| Australie (Kent Music Report)          | 1                  |
| Autriche (Ö3 Austria Top 40)           | 4                  |
| Belgique (Flandre Ultratop 50 Singles) | 2                  |
| Belgique (Flandre VRT Top 30)          | 1                  |
| Canada (100 Singles)                   | 1                  |
| Canada (CHUM)                          | 4                  |
| Espagne (AFYVE)                        | 8                  |
| États-Unis (Billboard Hot 100)         | 3                  |
| États-Unis (Cash Box)                  | 1                  |
| États-Unis (Record World)              | 1                  |
| France (SNEP)                          | 14                 |
| Irlande (IRMA)                         | 1                  |
| Mexique (Radio Mil)                    | 6                  |
| Norvège (VG-lista)                     | 2                  |
| Pays-Bas (Nederlandse Top 40)          | 4                  |
| Pays-Bas (Single Top 100)              | 3                  |
| Pologne (Classements Singles)          | 3                  |
| Royaume-Uni (UK Singles Chart)         | 1                  |
| Suède (Sverigetopplistan)              | 4                  |
| Suisse (Schweizer Hitparade)           | 4                  |

| Classement (1970)                  | Position |
| ---------------------------------- | -------- |
| Australie (Go-Set National Top 40) | 6        |
| Australie (Kent Music Report)      | 4        |
| Autriche (Ö3 Austria Top 40)       | 18       |
| Belgique (Flandre Ultratop 50)     | 31       |
| Canada (Top 100 Singles)           | 19       |
| États-Unis (Billboard Hot 100)     | 22       |
| États-Unis (Cash Box)              | 1        |
| Pays-Bas (Nederlandse Top 40)      | 35       |

## Certifications
| Pays              | Certification | Date       | Unités certifiées |
| ----------------- | ------------- | ---------- | ----------------- |
| États-Unis (RIAA) | 2 × Platine   | 08/01/2025 | 2 000 000         |
| Royaume-Uni (BPI) | Platine       | 25/08/2023 | 600 000           |

## Version de Doctor and the Medics
Singles de Doctor and the Medics
The Miracle of the Age
(1985) Burn
(1986)
Spirit in the Sky interprété par le groupe britannique Doctor and the Medics sort en single en avril 1986, extrait de l'album Laughing at the Pieces.
Cette version rencontre un succès international et se classe no 1 des ventes dans plusieurs pays.

### Classements hebdomadaires
| Classement (1986)                      | Meilleure position |
| -------------------------------------- | ------------------ |
| Allemagne (Media Control AG)           | 9                  |
| Australie (Kent Music Report)          | 3                  |
| Autriche (Ö3 Austria Top 40)           | 1                  |
| Belgique (Flandre Ultratop 50 Singles) | 29                 |
| Canada (100 Singles)                   | 1                  |
| États-Unis (Billboard Hot 100)         | 69                 |
| Irlande (IRMA)                         | 1                  |
| Italie (FIMI)                          | 6                  |
| Nouvelle-Zélande (RMNZ)                | 2                  |
| Royaume-Uni (UK Singles Chart)         | 1                  |
| Suède (Sverigetopplistan)              | 16                 |

### Certifications
| Pays                  | Certification | Date       | Unités certifiées |
| --------------------- | ------------- | ---------- | ----------------- |
| Canada (Music Canada) | Platine       | 18/12/1986 | 100 000           |
| Royaume-Uni (BPI)     | Argent        | 01/06/1986 | 250 000           |

## Version de Gareth Gates featuring The Kumars
Singles de Gareth Gates
What My Heart Wants to Say
(2002) Sunshine
(2003)
Spirit in the Sky interprété par le chanteur britannique Gareth Gates avec la participation des acteurs de la série télévisée The Kumars at No. 42 sort en single en mars 2003 au profit de l'organisation caritative britannique Comic Relief. La chanson figure sur l'album Go Your Own Way.
C'est un succès dans plusieurs pays européens.

### Classements hebdomadaires
| Classement (2003)                      | Meilleure position |
| -------------------------------------- | ------------------ |
| Allemagne (Media Control AG)           | 13                 |
| Autriche (Ö3 Austria Top 40)           | 10                 |
| Belgique (Flandre Ultratop 50 Singles) | 33                 |
| Irlande (IRMA)                         | 2                  |
| Pays-Bas (Single Top 100)              | 11                 |
| Royaume-Uni (UK Singles Chart)         | 1                  |
| Suisse (Schweizer Hitparade)           | 30                 |

### Certification
| Pays              | Certification | Date       | Unités certifiées |
| ----------------- | ------------- | ---------- | ----------------- |
| Royaume-Uni (BPI) | Platine       | 02/05/2003 | 600 000           |

## Autres reprises
Parmi les artistes ayant repris la chanson figurent entre autres Dorothy Morrison, Carl Wayne, Bauhaus, Nina Hagen, Kim Wilde, ou Pura Fé sur l'album Sacred Seed en 2015.